# Гнев
Гнев (бес или љутња) је емоционална реакција, која може бити изазвана објективним догађајима, али и ирационална, неразумна изазвана аутосугестијом. Релативно је стабилна и трајна особина која усмерава понашање у различитим друштвеним ситуацијама, а испољава се у доживљају срџбе или гнева, у насилном понашању, негативизму према ауторитетима, намери да се неко физички или психички повреди.
Разликује се гнев која је настао неким конкретним поводом или агресивност као стил понашања.